# The Ed Sullivan Show
The Ed Sullivan Show foi um programa de televisão estadunidense de variedades, que foi exibido de 20 de junho de 1948 até 6 de junho de 1971 e apresentado por Ed Sullivan. O programa era exibido pela rede de televisão CBS aos domingos as 20h.
O programa exibia todo tipo de atrações, de apresentações de grupos de rock a óperas, de comediantes a espetáculos de ballet. O programa tinha a mesma essência dos vaudeville, inclusive Sullivan regularmente apresentava ex-participantes desses espetáculos.
Na noite de 9 de fevereiro de 1964, o The Ed Sullivan Show chegou ao auge da popularidade, com a apresentação do grupo britânico The Beatles, com uma audiência estimada em 70 milhões de norte-americanos. Até à chegada do homem à lua, em 20 de julho de 1969, esta fora até então a maior audiência da televisão americana.
Neste programa,apresentaram-se artistas como Judy Garland, Elvis Presley, The Beach Boys, The Rolling Stones, The Mamas and The Papas, The Jackson 5, The Supremes, The Doors, James Brown, Jefferson Airplane, Ray Charles, Stevie Wonder, Janis Joplin, Creedence Clearwater Revival, The Beatles, The Bee Gees, Carpenters, Carmen Miranda, Rosa Morena e até a famosa cantora francesa Edith Piaf, entre muitos outros, que se tornariam vídeos musicais clássicos.
O programa era produzido no CBS-TV Studio 50 em Nova Iorque, que passou a ter o nome de The Ed Sullivan Theater. Hoje o talk show The Late Show with Stephen Colbert é produzido lá.
Ao olhar para um Michael Jackson dançando com seus irmãos aos 6 anos de 
idade, disse apenas, antes de dar boa noite: “Olhem bem para ele, esse menino vai longe”.